# Сосоно
Сосоно (кор. 소서노) — королева-консорт Когурё, единственная в истории королева Кореи, которая повлияла на становление сразу двух королевств. Согласно преданию, героиня древней истории помогла королю Тонмёну основать Когурё, а позже переехала на юг страны с двумя сыновьями, Пирю и Онджо, чтобы основать одно из трёх древних корейских государств — Пэкче.

## История
Согласно древним источникам, Сосоно родилась в семье могущественного главы рода Керубу Ён Тхабаля. Стала женой У Тхэ — потомка правителя Северного Пуё. В браке с ним имела двоих сыновей Пирю и Онджо. Рано стала вдовой и впоследствии вторично вышла замуж за Чумона — будущего короля Когурё, известного также под именем Тонмён. Большая часть исторических записей была утеряна из-за многочисленных войн, поэтому подробного жизнеописания императрицы нет. Сохранившиеся материалы свидетельствуют о желании Тонмёна быть правителем местности Чольбон, но для этого ему не хватало сторонников и средств.
В старейшей письменной записи по истории Кореи «Самгук саги» говорится о династии Когурё, и в ней указан основатель династии — Чумон (кор. 朱蒙), вариант произношения «Чумо» (кор. 鄒牟) — в соответствии с надписью на надгробии короля Квангэтхо Великого.
С помощью Сосоно и её отца Чумон основал собственное королевство. Как королева, Сосоно обеспечила ему поддержку народа, укрепила его власть, помогла сохранить единство среди вождей местных родов. Однако спустя 19 лет вернулась первая жена Чумона, уже считавшаяся погибшей. Вместе с ней прибыл сын Юримён. Чумон сделал его наследником престола и понизил статус Сосоно ради передачи власти первой супруге. Сосоно была понижена до ранга второй жены. Она решила покинуть Когурё, отправившись на юг и основать новую страну. Король согласился с её планом и передал ей имущество; в это время Сосоно было 48 лет, а её сыновьям Пирю и Онджо — 30 и 25 лет соответственно. Они основали государство в местности, известной как Тхэбан, в Маньчжурии. Первое название, Сипче (кор. 十濟), было изменено на Пэкче. По другой версии, лишь один из сыновей стал основателем собственного королевства Пэкче, в то время как Сосоно неизменно называется основательницей нового государства[какого?].

### История и миф
Хотя Сосоно не раз упоминается в Самгук Саги, её жизнь описана лишь фрагментарно и с множеством ошибок. Так, в Самгук Саги написано, что Тонмён женился на женщине из соседней деревни, из чего следует, что матерью его сыновей была не Сосоно. «Хроники трех королевств» повествуют также о появлении двух сыновей в Пэкче, но сведения об их отце неоднозначны. В оригинальных хрониках Пэкче написано, что отцом Пирю и Онджо был Тонмён, но позже появляются сведения о том, что Сосоно родила их от У Тхэ.
Сосоно умерла в 6 году до н. э. Её кончина описывается в Самгук Саги так: «Скончалась мать вана в возрасте 61 года».

## В культуре
- Телесериал «Летопись трёх царств: Повесть о Чумоне»[англ.] 2006 года (MBC TV), роль Сосоно исполнила актриса Хан Хеджин[англ.].